# Elisabeth Demleitner
Elisabeth Demleitner (Kochel am See, 23 settembre 1952) è un'ex slittinista tedesca occidentale.

## Biografia
Esordì in Coppa del Mondo nella stagione inaugurale del 1979/80, conquistò il primo podio nella gara d'apertura il 4 dicembre 1977 nel singolo a Königssee.
Prese parte a tre edizioni dei Giochi olimpici invernali, sempre nel singolo: a Sapporo 1972 giunse quarta, conquistò il bronzo ad Innsbruck 1976 ed ottenne nuovamente il quarto posto a Lake Placid 1980, in quella che fu la sua ultima gara da atleta.
Ai campionati mondiali ottenne quattro medaglie nel singolo, un d'oro a Valdaora 1971, due d'argento ed una di bronzo. Nelle rassegne continentali vinse due titoli europei nel singolo a Königssee 1977 e ad Hammarstrand 1978, oltre ad un argento.

## Palmarès

### Olimpiadi
- 1 medaglia:
  - 1 bronzo (singolo a Innsbruck 1976).

### Mondiali
- 4 medaglie:
  - 1 oro (singolo a Valdaora 1971);
  - 2 argenti (singolo a Königssee 1974; singolo a Königssee 1979);
  - 1 bronzo (singolo a Königssee 1970).

### Europei
- 3 medaglie:
  - 2 ori (singolo a Königssee 1977; singolo a Hammarstrand 1978);
  - 1 argento (singolo a Königssee 1972).

### Coppa del Mondo
- 2 podi (tutti nel singolo):
  - 1 secondo posto;
  - 1 terzo posto.